# Longxing Guan
Longxing Guan (chinesisch 龍興觀 / 龙兴观, Pinyin Lóngxīng guàn) im Kreis Yi (易县) der chinesischen Provinz Hebei war ein daoistischer Tempel in der Zeit der Tang-Dynastie.

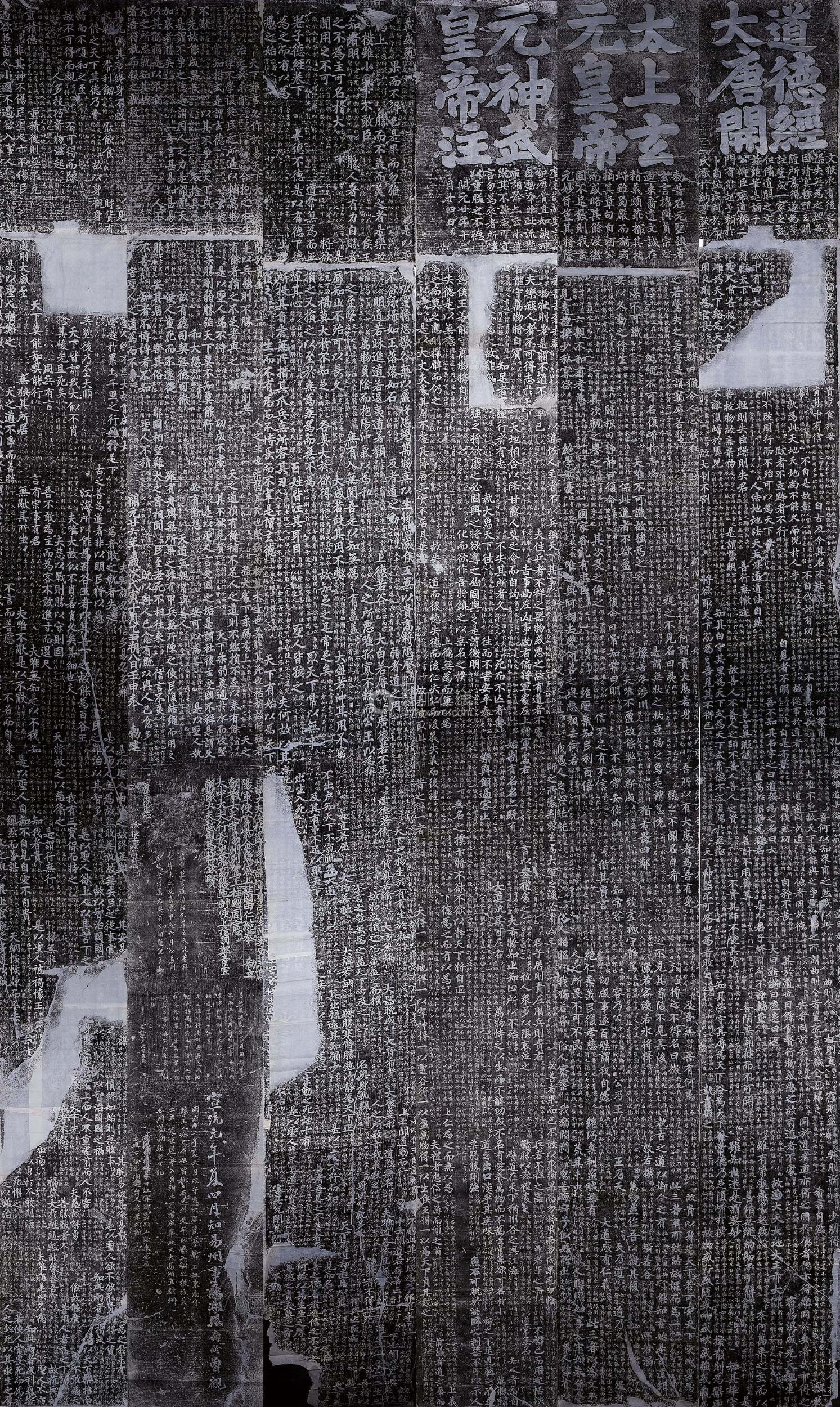
Laozi-Steinsäule

Die erhalten gebliebene Daodejing-Steinsäule des daoistischen Longxing-Tempels (龙兴观道德经幢,  Longxing guan Daode jingchuang) steht seit 1996 auf der Liste der Denkmäler der Volksrepublik China (4-194).